# Fiodor Koriatowicz
Fiodor Koriatowicz, en ukrainien : Федір Коріятович, polonais : Fiodor Koriatowicz ou lituanien : Teodoras Karijotaitis mort en 1414 à Moukatchevo était un prince de Podolie issu de la branche Gédiminides.
Il est le fils de Karijotas dont il hérite du château de Novogradsky. Après la Bataille des Eaux-Bleues, automne 1362 ou 1363, il devint gouverneur de la Podolie.
Il repose au monastère de Moukatchevo qu'il avait fondé.